# Remember to Live
Remember to Live es un EP de la banda de rock cristiano Flyleaf y fue lanzado después del tour de promoción del álbum Memento Mori en 2010 por Octone Records.
El álbum consiste en las canciones que los seguidores de la banda han solicitado para ser grabados durante años, por lo tanto el álbum fue creado para ellos.
Hay unas nuevas canciones los fanes nunca habían escuchado y antiguas canciones grabadas cuando Flyleaf se llamaba "Passerby".

## Canciones
Todas las canciones escritas y compuestas por Canciones. 
| N.º | Título                                   | Duración |  |
| 1.  | «Justice & Mercy (Violent Love version)» | 2:39     |  |
| 2.  | «Okay»                                   | 2:23     |  |
| 3.  | «Amy says»                               | 3:37     |  |
| 4.  | «Dear My Closest Friend»                 | 2:29     |  |
| 5.  | «Light In Your Eyes»                     | 3:55     |  |
| 6.  | «Believe In Dreams»                      | 4:27     |  |
| 7.  | «Arise (Ben Moody mix)»                  | 3:45     |  |

## Curiosidades
- "Believe In Dreams" y "Amy Says" son demos que fueron escritos en el 2000, antes de la salida del álbum de debut de Flyleaf.
- "Okay" fue escrita en 2005 y frecuentemente es tocada en vivo por la banda antes de tocar la canción "Tina".[3]
- "Light in Your Eyes" es un demo que nunca había sido lanzado ni escuchado anteriormente.
- "Justice and Mercy" es una canción del EP Much Like Falling EP. La "Violent Love Version" es una versión acústica.
- "Dear My Closest Friend" es una canción grabada en los primeros años de la banda, cuando se llamaba Passerby. Nunca había sido lanzada.
- Ben Moody, el guitarrista de la banda We Are The Fallen, remezcló la canción "Arise" para el EP.
- La versión original de "Arise" puede ser encontrada en el álbum Memento Mori.

## Personal
Banda
- Lacey Mosley – voz principal
- Sameer Bhattacharya – guitarra
- Jared Hartmann – guitarra rítmica
- James Culpepper – batería, percusión, timbales, y campanillas de viento.
- Pat Seals – Bajo